# Josh Atencio
Josh Atencio (Bellevue, 31 de enero de 2002) es un futbolista estadounidense que juega en la demarcación de centrocampista para el Seattle Sounders FC de la Major League Soccer.

## Selección nacional
Tras jugar en las categorías inferiores de la selección, finalmente hizo su debut con la selección absoluta de Estados Unidos el 20 de enero de 2024 contra Eslovenia en un partido amistoso que finalizó con un resultado de 0-1 a favor del combinado esloveno tras un gol de Nejc Gradišar.

## Clubes
| Club                | País           | Año       | Partidos | Goles |
| ------------------- | -------------- | --------- | -------- | ----- |
| Tacoma Defiance     | Estados Unidos | 2018-2023 | 45       | 3     |
| Seattle Sounders FC | Estados Unidos | 2020-     | 83       | 1     |